# جنیفر موریلا
جنیفر موریلا (انگلیسی: Jennifer Morilla؛ زادهٔ ۲۳ ژانویهٔ ۱۹۸۹) بازیکن فوتبال اهل اسپانیا است.